# Ghost lineage

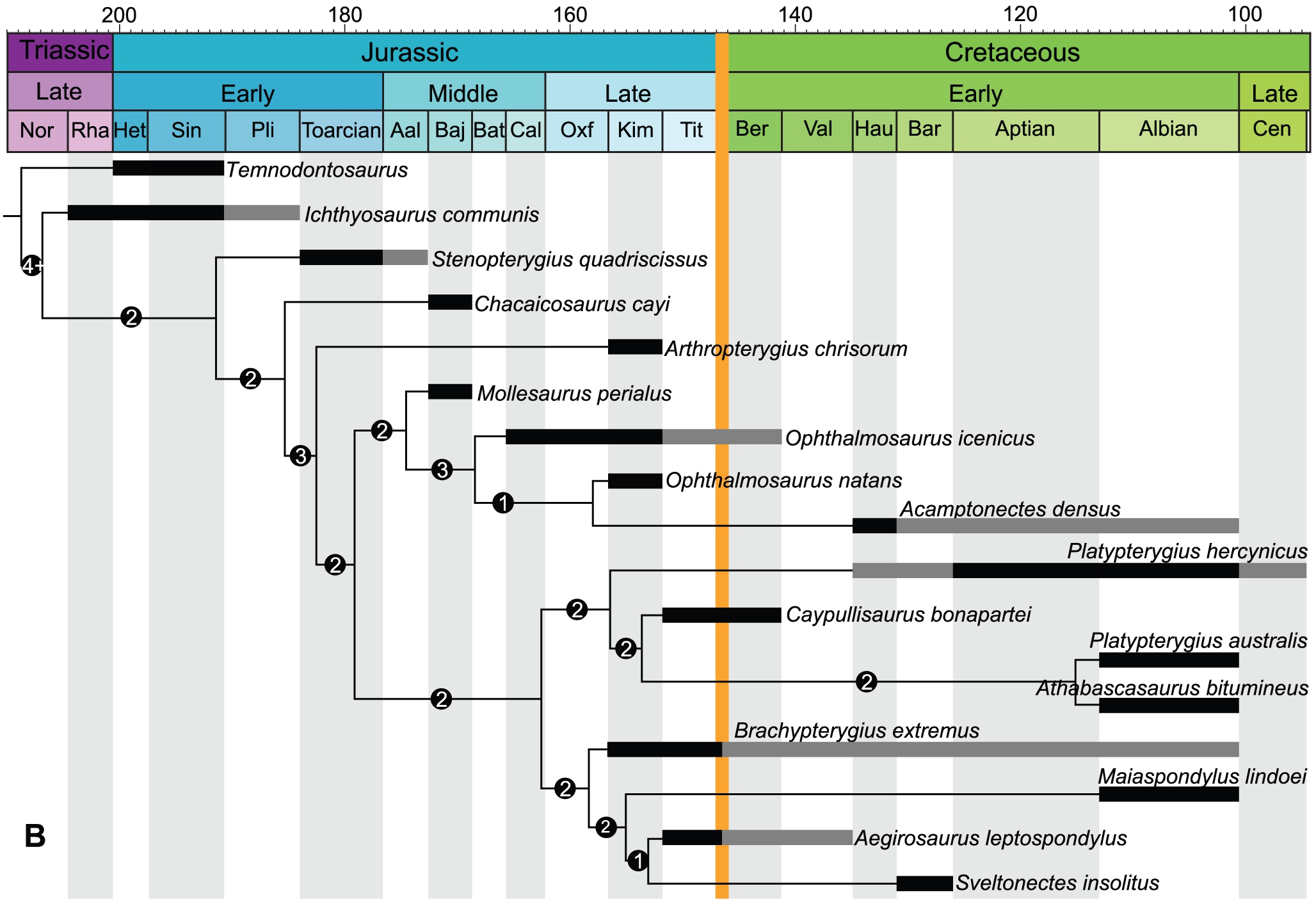
Filogenesi degli ittiosauri. Le linee orizzontali spesse indicano l'esistenza di una documentazione fossile in quel determinato periodo e riguardo a quel determinato taxon, mentre le linee sottili rappresentano le ghost lineages.

Con il termine ghost lineage (dall'inglese, "linea, lignaggio fantasma") si intende una linea evolutiva (filogenetica) che si suppone esistere ma che non ha un record fossile.

## Esempi
Nel caso degli organismi estinti, vi sono alcuni gruppi di organismi (o linee evolutive) che hanno lacune nel loro record fossile. Questi organismi o specie possono essere strettamente imparentati fra loro, ma non vi sono tracce nel record fossile o nei sedimenti che potrebbero far luce sulle loro origini. Un esempio classico è il celacanto, un tipo di pesce imparentato con i dipnoi e con i tetrapodi primitivi. I celacanti, apparsi nell'Era Paleozoica (con numerosi fossili rinvenuti) e attualmente presenti nei mari con il genere Latimeria, sono sicuramente vissuti anche negli ultimi 80 milioni di anni, ma non esiste alcun fossile di celacanto a dimostrarlo in questo lasso di tempo. La ragione di questa mancanza potrebbe risiedere nel loro ambiente di vita, ovvero acque profonde al largo di isole vulcaniche; quindi, questi sedimenti sono difficili da indagare, e hanno fatto sì che i celacanti, negli ultimi 80 milioni di anni, siano stati una ghost lineage. Quando, nel record fossile, viene scoperto un resto di un organismo appartenente a un gruppo che si riteneva estinto da milioni di anni, questo organismo viene definito un lazarus taxon. Un esempio di lazarus taxon è Lazarussuchus, un rappresentante dei coristoderi (un gruppo di rettili semiacquatici tipici del Cretaceo e del Paleogene) i cui resti fossili sono stati ritrovati in terreni risalenti all'Oligocene e al Miocene.

## Durata e diversificazione
È possibile che le lacune nell'evoluzione di un organismo possano aiutarci a identificare eventi nella documentazione fossile. Ciò può essere fatto calcolando la durata di una ghost lineage attraverso intervalli di tempo. Ciò mostra come la durata della ghost lineage scenda, e come la diversificazione salga, aiutando a comprendere meglio e forse a spiegare come mai vi siano questi "spazi".